# Charlie Persip
Charles "Charlie" Lawrence Persip (født 26. juli 1929 i New Jersey USA, død 23. august 2020) var en amerikansk jazztrommeslager. Han har spillet og indspillet med f.eks. Freddie Hubbard, Ron Carter, Roland Kirk, Slide Hampton, Gil Evans, men var nok mest kendt for sit engagement i trompetisten Dizzy Gillespies big band og små grupper i 1950'erne. Persips spil kom ligeledes til udtryk i hans eget big band, Superband, som blev dannet i 1980. Han var aktiv med dette band til det sidste og har indspillet fire plader i eget navn, tre med Superband, og en i lille gruppe Regi i 1961. 

## Diskografi
- Dizzy Gillespie Big Band – Live in South America 1953 vol. 1, 2, 3
- Dizzy Gillespie – Birks Works
- Dizzy Gillespie – World Statesman
- Dizzy Gillespie – Dizzy In Greece
- Dizzy Gillespie – At Newport
- Dizzy Gillespie – The Greatest Trumpet of Them All
- Dizzy Gillespie/Sonny Rollins/Sonny Stitt - Duos
- Dizzy Gillespie/Sonny Rollins/Sonny Stitt – Sunny Side Up
- Various Artists – Drumnight at Birdland
- Gil Evans – Out of the Cool
- Lee Morgan – Sextet
- Lee Morgan – Volume Three
- Ron Carter – Where
- Lee Morgan & Hank Mobley – Peckin Time
- Roland Kirk – We Free Kings
- Bob Brookmeyer – Portrait of the Artist
- Charlie Persip and the Jazz Statesmen
- Charlie Persip and Superband – Superband
- Charlie Persip and Superband – No Dummies Allowed
- Charlie Persip and Superband – In Case You Missed It
- Charlie Persip and Supersound - Intrinsic Evolution

## Eksterne kilder og henvisninger
- Biografi

- http://www.drummerworld.com/drummers/Charli_Persip.html